# Gumti (fontän)

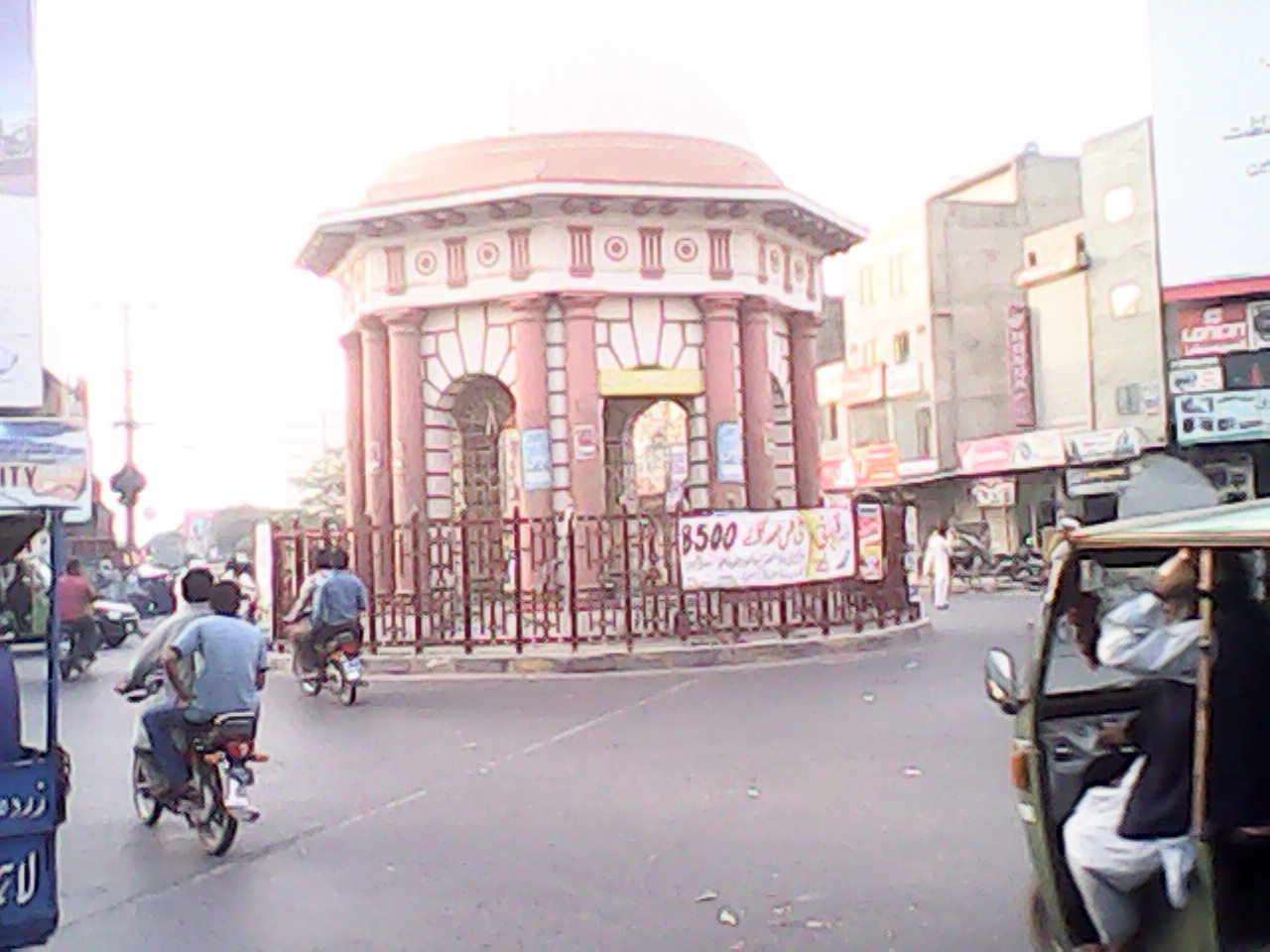
Gumti

Vattenfontänen Gumti är ett monument i Faisalabad, Pakistan, som bevarats från den brittisk-indiska tiden. Den byggdes under 1800-talets första del och var en allmän mötesplats för stadsfolket för lokala stadsmöten.
Idag kvarstår fortfarande strukturen och har förvandlats till en trafikrondell med den fortfarande fungerande fontänen i mitten.